# 아코 낭인 (1964년 드라마)
"아코 낭인"(일본어: 赤穂浪士)는 1964년 1월 5일부터 12월 27일까지 NHK에서 제작 방영된 두 번째 NHK 장편 역사 드라마이다.
주연인 오이시 요시오 역에는 하세가와 카즈오가 기용되었으며 적지 않은 영화배우들이 작품 안에서 연기했다.